# Gareth Thomas (Schauspieler)

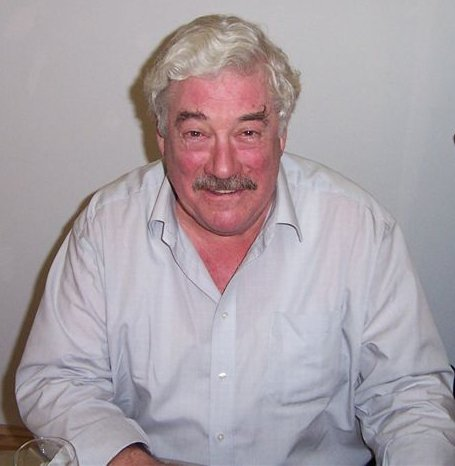
Gareth Thomas, 2005

Gareth Daniel Noake Thomas (* 12. Februar 1945 in Wales; † 13. April 2016 in Surrey, Greater London) war ein britischer Schauspieler.

## Leben
Thomas wuchs als jüngeres von zwei Kindern eines Rechtsanwaltes (Barrister) auf, der auch bei den Nürnberger Prozessen tätig war. Thomas’ Kindheit war durch häufige Umzüge geprägt. Nach seiner Schulausbildung in Canterbury studierte er ab 1964 an der Royal Academy of Dramatic Art. 1967 hatte er als Zweitbesetzung sein Debüt am Londoner West End, als der Hauptdarsteller unpässlich war. Von 1968 bis 1969 war er Mitglied der Royal Shakespeare Company.
Ab Ende der 1960er Jahre war er hauptsächlich in Film und Fernsehen tätig. Er hatte Gastrollen in zahlreichen Fernsehserien und kleine Spielfilmrollen. In der Serie Parkin’s Patch war er in 22 Episoden als Ron Radley zu sehen. 1976 stellte er Shem in acht Folgen von Die Mädchen aus dem Weltraum dar. Bekanntheit beim britischen Fernsehpublikum erlangte er durch seine Darstellung des Roj Blake in der Science-Fiction-Serie Blake’s 7. Die zwischen 1978 und 1981 in vier Staffeln produzierte Serie wurde zu ihrer Hochzeit von bis zu 10 Millionen Zuschauern gesehen. Um Typecasting zu umgehen, stieg Thomas jedoch nach der zweiten Staffel aus der Serie aus, um erneut der Royal Shakespeare Company beizutreten und sich wieder dem Theater zu widmen. Er trat jedoch jeweils als Gast in den letzten Folgen der dritten und vierten Staffel auf. Am Theater wirkte er unter anderem als König Lear, Cassio in Othello, Colonel Pickering in Pygmalion, Big Daddy in Die Katze auf dem heißen Blechdach und Theseus in Ein Sommernachtstraum.
Thomas war verheiratet und hatte zwei Kinder. Er verstarb im Alter von 71 Jahren an einer Herzinsuffizienz.

## Filmografie (Auswahl)
- 1965: Romeo and Juliet (Fernsehfilm)
- 1967: Das grüne Blut der Dämonen (Quatermass and the Pit)
- 1967: Mit Schirm, Charme und Melone (The Avengers, Fernsehserie, Folge 6x07)
- 1969–1970: Parkin's Patch (Fernsehserie, 23 Folgen)
- 1971: Coronation Street (Fernsehserie, 2 Folgen)
- 1971/1972: Task Force Police (Fernsehserie, 2 Folgen)
- 1972: The Ragman's Daughter
- 1974: 18 Stunden bis zur Ewigkeit (Juggernaut)
- 1974: David Copperfield (Miniserie, 2 Folgen)
- 1975: Sklaven (The Fight Against Slavery, Miniserie, 3 Folgen)
- 1975: Edward VII. (Edward the Seventh, Miniserie, 2 Folgen)
- 1975–1976: So grün war mein Tal (How Green Was My Valley, Miniserie, 6 Folgen)
- 1976: Die Mädchen aus dem Weltraum (Star Maidens, Fernsehserie, 8 Folgen)
- 1977: Wer bezahlt den Fährmann? (Who Pays the Ferryman?, Miniserie, Folge 1x04)
- 1978–1981: Blake’s 7 (Fernsehserie, 28 Folgen)
- 1983: Jim Bergerac ermittelt (Bergerac, Fernsehserie, Folge 2x03)
- 1983: The Citadel (Miniserie, 6 Folgen)
- 1984: Sherlock Holmes (Fernsehserie, Folge 1x03 Das Marineabkommen)
- 1987: 2019 – Die gnadenlosen Knechte Gottes (Knights of God, Fernsehserie, 10 Folgen)
- 1988: Die unglaublichen Geschichten von Roald Dahl (Tales of the Unexpected, Fernsehserie, Folge 9x02)
- 1989–1994: London's Burning (Fernsehserie, 14 Folgen)
- 1992: Maigret  (Fernsehserie, Folge 1x05)
- 1992: Waterland
- 1993: Zeffirellis Spatz (Storia di una capinera)
- 1995/2002: Casualty (Fernsehserie, 2 Folgen)
- 1996: Das Mädchen mit den zwei Gesichtern (The Witch's Daughter, Fernsehfilm)
- 1998: Merlin (Merlin: The Quest Begins, Fernsehfilm)
- 1998–2004: Heartbeat (Fernsehserie, 6 Folgen)
- 2001: Doctors (Fernsehserie, Folge 3x18)
- 2005–2008: Distant Shores (Fernsehserie, 11 Folgen)
- 2006: Torchwood (Fernsehserie, Folge 1x03 Die Geistermaschine)
- 2007: Inspector Barnaby (Midsomer Murders, Fernsehserie, Folge 10x05)
- 2010: Made in Romania
- 2011: Holby City (Fernsehserie, Folge 14x03)